# Paul Stapfer
Pour les articles homonymes, voir Stapfer.
Paul Stapfer (Paris, 14 mai 1840 - Bordeaux, 7 janvier 1917) est un écrivain et critique français.

## Biographie
Paul Stapfer est le sixième de neuf enfants d'une vieille famille protestante d'origine suisse. Son père, Charles-Louis (Berne, 1799 - Paris, 1880) est ingénieur des Ponts et Chaussées. Sa mère, Marie Suzanne Louise, est née Monod (Paris, 1809 - Paris, 1886) et est d'origine vaudoise.
Il fait ses études secondaires au lycée Bonaparte à Paris. En classe de seconde il obtient un 2e prix de thème grec.
Études au Collège Sainte-Barbe où il suit les cours de dissertation française du philosophe Étienne Vacherot (1809-1897). Il obtient sa licence de lettres classiques en 1860.
Il commence une carrière précaire de professeur "privé". Il devient, pour une courte période, précepteur du fils de l'homme d'État William Waddington. Autour de 1865 il est le précepteur des petits-enfants de l'historien et homme politique François Guizot avec lequel plusieurs membres de sa famille sont liés depuis deux générations.
Il publie son premier essai, Petite comédie de la critique littéraire à compte d'auteur en 1866.
Il part s'installer à Guernesey pour parfaire son anglais et est French master au Collège royal Elizabeth de Saint-Pierre-Port de 1866 à 1870. Il s'y lie d'amitié avec le futur critique anglais George Saintsbury (1845-1933).
Il noue des relations avec Victor Hugo qui le reçoit à Hauteville House à partir d'octobre 1866 et qu'il reverra encore à Paris un an après le retour en France de l'illustre exilé. Cette relation donnera lieu à plusieurs ouvrages sur l'œuvre et la personne du poète.
Il quitte Guernesey pour Paris en 1870 et il soutient en Sorbonne au mois d'avril une thèse de lettres classiques sur Laurence Sterne et une thèse latine sur Francis Bacon.
Il fréquente Guillaume Guizot, fils de l'historien, qui vient d'obtenir la suppléance de la chaire de littérature française au Collège de France.
Il professe quelque temps à Paris un cours libre de littérature.
Le 1er décembre 1874, il est chargé du cours de littérature étrangère à la Faculté des lettres de Grenoble.
Il devient professeur titulaire en 1876.
Il épouse le 6 février 1879 Alice Lavallée (née en 1843), fille d'un ancien représentant à l'Assemblée constituante devenu notaire.
Le 26 octobre 1881 il passe de la chaire de littérature étrangère (essentiellement anglaise et allemande) à celle de littérature française.
Il est nommé professeur de littérature française à la Faculté des lettres de Bordeaux, où il a demandé son transfert, le 16 août 1883, faisant échec au célèbre critique Émile Faguet. L'Académie française lui décerne un prix pour son œuvre Molière et Shakespeare qui est en fait la traduction du livre du romaniste franco-allemand Claas Hugo Humbert, qui - il semble - n'est pas éligible pour le prix étant un ressortissant allemand.
Stapfer est nommé doyen de sa Faculté le 20 novembre 1890 et son décanat sera encore renouvelé deux fois, jusqu'en novembre 1899.
Il est fait chevalier de la Légion d'honneur en 1895.
Il est suspendu pour six mois de ses fonctions de doyen par le ministre de l'Instruction publique (arrêté ministériel du 25 juillet 1898) pour avoir, le 23 juillet, manifesté publiquement, quoiqu'à mots couverts, son opinion en faveur du capitaine Dreyfus dans son discours aux obsèques du recteur Auguste Couat qu'il avait connu à Grenoble. Cela lui vaudra d'être dénoncé par Maurras et soutenu par Clemenceau.
De juin à octobre 1898, il publie, sous le pseudonyme de Michel Colline — afin de ne pas courir le risque d'une révocation, ses Billets de la Province dans le journal Le Siècle.
Il reprend son enseignement le 10 janvier 1899.
Doyen honoraire, désormais en retraite de l'Enseignement, il publie encore une vingtaine d'ouvrages de plus en plus tournés vers les questions philosophiques et religieuses.
Paul Stapfer s'éteint à Bordeaux le 7 janvier 1917.
Il ne laisse aucune descendance.

## Distinctions
- Chevalier de la Légion d'honneur (1895).

## Œuvre complète
Chaque section est classée par ordre chronologique.

### Livres
- Petite comédie de la critique littéraire, ou Molière selon trois écoles philosophiques. Paris, Michel-Lévy frères, 1866. In-12, 371 p.
- Causeries guernesiaises, édition accompagnée de dix lettres en anglais sur des sujets littéraires. Le Lièvre (Guernesey) et Saint-Jorre (Paris), 1869. In-8, 436 p.
- Laurence Sterne, sa personne et ses ouvrages, étude biographique et littéraire, précédée d’un fragment inédit de Sterne. Thèse. Paris, Thorin, 1870. In-8, 318 p. (2e édition : 1881).
- Causeries parisiennes. Paris, Sandoz et Fischbacher, 1872. In-18, 438 p.
- L'antiquité grecque et latine dans les œuvres de Shakespeare (tome I de Shakespeare et l’Antiquité), Paris, Sandoz et Fischbacher, 1879.

Prix Marcelin Guérin de l’Académie française en 1880.
- Variétés morales et littéraires. Paris, Fischbacher, 1881. In-12, 348 p.
- Études sur la littérature française moderne et contemporaine, Fischbacher, Paris, 1881. In-12.
- Goethe et ses deux chefs-d'œuvre classiques. Paris, Fischbacher, 1882. In-12. (2e édition : 1886).
- Les tragédies romaines de Shakespeare. Paris, Fischbacher, 1883. In-12, 337 p.
- Drames et poèmes antiques de Shakespeare. Paris, Fischbacher, 1884. In-12.
- Molière et Shakespeare. Paris, Hachette et Cie, 1880. In-12, 388 p. (2e édition : 1886).
- Racine et Victor Hugo. Paris, Armand Colin et Cie, 1886. In-12, 330 p. (10e édition : 1922).
- Shakespeare et les tragiques grecs. (tome III de Shakespeare et l’Antiquité). Paris, Lecène et Oudin, 1888. In-12, 378 p. (2e édition, revue et corrigée : 1888).
- Rabelais, sa personne, son génie, son œuvre. Paris, Armand Colin et Cie, 1889. In-12, 521 p.
- Des réputations littéraires, essais de morale de l’histoire, 1e série. Paris, Hachette et Cie, 1893. In-12, 400 p.
- Montaigne. Paris, Hachette et Cie, 1895. In-12, 205 p.
- La famille et les amis de Montaigne, causeries autour du sujet. Paris, Hachette et Cie, 1895. In-12.
- La Grande prédication chrétienne en France. Bossuet, Adolphe Monod, Paris, Fischbacher, 1898. In-8, 471 p.

Prix Sobrier-Arnould de l’Académie française
- Billet de la Province (sous le pseudonyme de Michel Colline). Stock, 1898. In-12.
- Étude de Goethe. Paris, Armand Colin, 1901. 291 p.
- Victor Hugo et l'Affaire Dreyfus, discours prononcé à Pessac-sur-Dordogne le 24 juin 1900. Paris, Ollendorff, 1901.
- Des réputations littéraires, essais de morale de l’histoire, 2e série. Paris, Fischbacher, 1901. In-12.
- Victor Hugo et la grande poésie satirique en France. Paris, Ollendorff, 1901. In-12, 349 p.
- L’Art et la matière chez M. Anatole France, étudiés dans son « Histoire contemporaine ». 1904.
- Paradoxes et truismes d'un ancien doyen. Paris, Fischbacher, 1904.In-12.

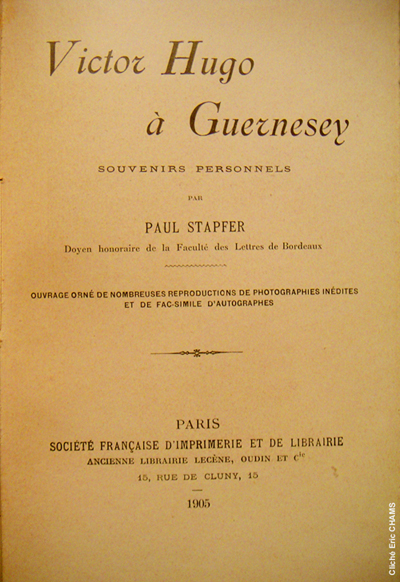

- Victor Hugo à Guernesey, souvenirs personnels. Paris, Société française d’imprimerie et de librairie, 1905. in-12, 253 p.
- Questions esthétiques et religieuses. Félix Alcan, 1906. In-8, 208 p.
- Sermon laïque ou propos de morale et de philosophie. Paris, Fischbacher, 1906. 279 p.
- Études sur Goethe (Goethe et Lessing, Goethe et Schiller, Werther, Iphigénie en Tauride, Hermann et Dorothée, Faust). Paris, Armand Colin, 1906. In-12.
- Vers la vérité, Sully Prudhomme, Pascal, le nouveau Christianisme. Foyer solidariste de Saint-Blaise, 1909. In-12, 313 p.
- Récréations grammaticales et littéraires. Paris, Armand Colin, 1909. 284 p.
- Humour et humoristes [Fielding, Richter, A. France, comtesse M. de Noailles]. Paris, Fischbacher, 1911. In-12, 249 p.
- L'inquiétude religieuse du temps présent . Paris, Fischbacher, 1911.
- Petits sermons de guerre prêchés dans le Temple de Mansle (Charente) du 4 août au 4 octobre 1914. Pais, Fischbacher, 1914.
- Dernières variations sur mes vieux thèmes . Paris, Fischbacher, 1914. In-8, 296 p.
- Les leçons de la guerre. Paris, Fischbacher,1915. 179 p.
- Ce qui est vrai toujours. Paris, Fischbacher, 1916.
- L'Union dans la foi et la liberté, lettre aux protestants de France. Paris, Fischbacher.
- Shakespeare and classical antiquity. Traduction du français par Emily J. Carey. Londres, C. K. Paul & Co, 1880. 193 p.
- Les artistes juges et parties : Causeries guernesiaises, Causeries parisiennes. Paris, Fischbacher.

### Textes imprimés
- Conférence du rez-de-chaussée, Des idées morales dans la tragédie, travail lu à la séance du 7 mars 1862. Versailles, imprimerie du Cerf, 1863. In-16, 50 p.
- Alfred de Musset, conférence. Guernesey, Imprimerie Lelièvre, 1868. In-8, 28 p.
- Qualis sapientæ antiquæ laudator qualis interpres franciscus baconus exstiterit. Paris, Thorin, 1870. In-8, 83 p. (Thèse de doctorat).
- La poétique de sir Philip Sidney, lecture de réception faite le 10 mars 1876 à l’Académie Delphinale par M. Stapfer et réponse de M. Vaison. Grenoble, imprimerie Prudhomme-dauphin & Dupont, 1877. In-8, 35 p.

### Articles
- Bacon et l'antiquité. Bibliothèque universelle et revue suisse, XLII. (Lausanne), 1871, p. 161-182 et 426-458.
- Victor Hugo à Hauteville-House. Bibliothèque universelle et revue suisse (Lausanne), août 1871, p. 481-511.
- La poésie française conptemporaine. Temps, 28 mars 1873.
- Les derniers ouvrages de Victor Hugo. Bibliothèque universelle et revue suisse, (Lausanne), 1884, p. 225-243.
- D'un point de vue de ressemblance entre Rabelais et Victor Hugo. Annales de la faculté des lettres de Bordeaux et des Universités du Midi, no 006, 1884, p. 84-88.
- Victor Hugo. Bibliothèque universelle et revue suisse (Lausanne), 1886, n° 30 et 31, pp. 225-246, 514-540 ; pp. 18-41, 296-331.
- Deux grands poètes ennemis : Victor Hugo et Racine. Rebue bleue, 15 mai 1886, pp. 641-651.
- Le grand classique du roman anglais : Henry Fielding. Revue des deux-mondes, 15 septembre 1890, pp. 412-454.
- Qu'est-ce que le public ?. La grande revue, 1er juin 1899.
- Agrippa d'Aubigné et Victor Hugo. Revue bleue, 12 janvier 1900, pp. 487-492, 686-692.
- Lois de l'imagination poétique et satirique de Victor Hugo. Bibliothèque universelle et revue suisse, Lausanne, n°17, 1900, pp. 449-484.
- Les bêtes, les choses et la nature dans la poésie satirique de Victor Hugo. Revue des cours et conférences, 3 mai 1900, pp. 301-321.
- Napoléon le grand et Napoléon le petit dans la poésie satirique de Victor Hugo. Revue des cours et conférences, 31 mai 1900, pp. 513-523.
- Victor Hugo et la satire lyrique. Grande revue n°2, 1er juin 1900, pp. 562-592.
- Les idées littéraires de Victor Hugo et la satire des pédants. Bibliothèque universelle et revue suisse (Lausanne), n°19, juillet 1900, pp. 67-91.
- De l'injure poétique et éloquente. L'injure chez Victor Hugo. Grande revue, 1er septembre 1900.
- Victor Hugo et la grande poésie satirique. Revue, 15 juin 1901.
- Victor Hugo à Guernesey. Revue de Paris, 1er et 15 septembre, 1er et 15 octobre 1904, pp. 113-136 ; pp. 390-414 ; pp. 560-586 et 854-878.
- Victor Hugo à Guernesey. Correspondant de Gids, n°4, 1905, pp. 176-183.
- L'hérésie d'un libre croyant. Pages libes, 30 mars 1907, n°326.
- La presse protestante. Pages libres, 2 novembre 1907, n° 357.
- Sully Prudhomme. Bibliothèque universelle et revue suisse (Lausanne), avril, mai, juin 1908.
- Pascal. Revue des deux-mondes, 15 novembre 1908.
- Victor Hugo et la satire lyrique. Grande revue, n°40, 1909.
- Taine, logique et conscience chez un penseur sincère. Bibliothèque universelle et revue suisse (Lausanne), n°61, juillet 1911, p. 5-38.
- Sois bon. Bibliothèque universelle et revue suisse (Lausanne), juin 1914.
- Le mot « Boche ». Le temps, 17 avril 1915.
- Questions de conscience. Bibliothèque universelle et revue suisse, n°237 (Lausanne), septembre 1915.
- Victor Hugo dans l'intimité. Quinzaine protestante (Strasbourg), 1er juin 1935.

### Préfaces
- Goethe, Les souffrances du jeune Werther, traduction nouvelle par Mme Bachellery. Paris, Jouaust, Librairie des Bibliophiles, 1886.
- Goethe, Faust, traduction d’Albert Stapfer. Paris, Jouaust, 1885.
- Henry Bordeaux, Madame de Warens d'après de nouveaux documents. La Grande Revue, 1900.